# Die Einigkeit
Die Einigkeit (em português: A Unidade) foi um jornal publicado desde 19 de junho de 1897 a 8 de agosto de 1914 como órgão de expressão do sindicato anarquista Associação Livre de Sindicatos Alemães (FVDG). O seu primeiro editor foi Gustav Keßler, substituído por Fritz Kater após a sua morte em 1904.
O Congresso fundacional do FVDG em Halle em 1897 decidiu a publicação de um jornal ocasional intitulado Solidarität. Um ano mais tarde, o nome foi mudado por: Die Einigkeit. Organ der lokalorganisierten und durch Vertrauensmänner zentralisierten Gewerkschaften Deutschlands e, em 1901, foi novamente mudado por: Die Einigkeit. Organ der Freien Vereinigung deutscher Gewerkschaften.
Em 1 de abril de 1989, o jornal começou a publicar-se semanalmente, com um número de cópias que cresceu rapidamente de 2.650 (em 1897) até 10.000 em 1900 e com um pico de 13.500 em 1906. A perda de afiliados da FVDG depois desse momento fez também com que diminuísse o número de exemplares. Em 1911, a FVDG começou a publicar outro semanário, intitulado Der Pionier, cuja circulação era de 4.500 exemplares em 1912.
Durante a Primeira Guerra Mundial, ambos os jornais foram banidos pelas autoridades alemãs.

## Outros artigos
- Der Pionier
- Associação Livre de Sindicatos Alemães (FVDG)